# Екаїн (печера)

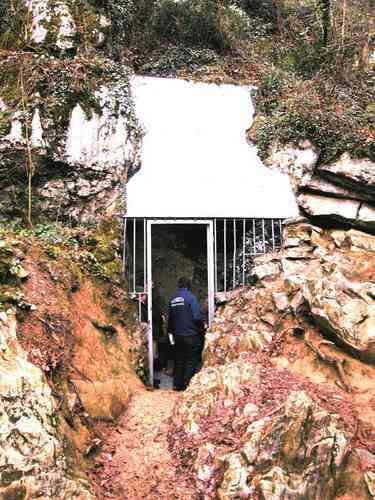
Вхід до печери в 2004 р.

Екаїн (баск. Ekain) — доісторична печера, розташована в районі населеного пункту Деба за 40 км на захід від Сан-Себастьяну. Печера отримала ім'я по назві поруч розташованого пагорба. Найближча печера Альчеррі (Altxerric) з наскельним живописом знаходиться за 11 км. Як і у випадку з печерою Альчеррі на вході було встановлено залізні двері.
Найближчі печери є історичною цінністю і в сукупності складають комплекс у Біскайській затоці. Наскельний живопис представлений зображеннями оленів, коней, козлів.